# Чернещинский сельский совет (Харьковская область)
Чернещинский сельский совет — входит в состав Боровского района Харьковской области Украины.
Административный центр сельского совета находится в селе Чернещина.

## История
- 1992 — дата образования.
- До 17 июля 2020 совет относился к Боровскому району, с этой даты - к Изюмскому району Харьковской области.
- После 17 июля 2020 года в рамках административно-территориальной «реформы» по новому делению Харьковской области[2][3] данный сельский совет, как и весь Боровской район Харьковской области, был упразднён; входящие в него населённые пункты и его территории присоединены к … территориальной общине Изюмского района.
- Сельсовет просуществовал 28 лет.

## Населённые пункты совета
- село Чернещина
- село Новосергеевка
- село Степовое

### Ликвидированные населённые пункты
- село Островское